# Blanchet (Cembalobauer)

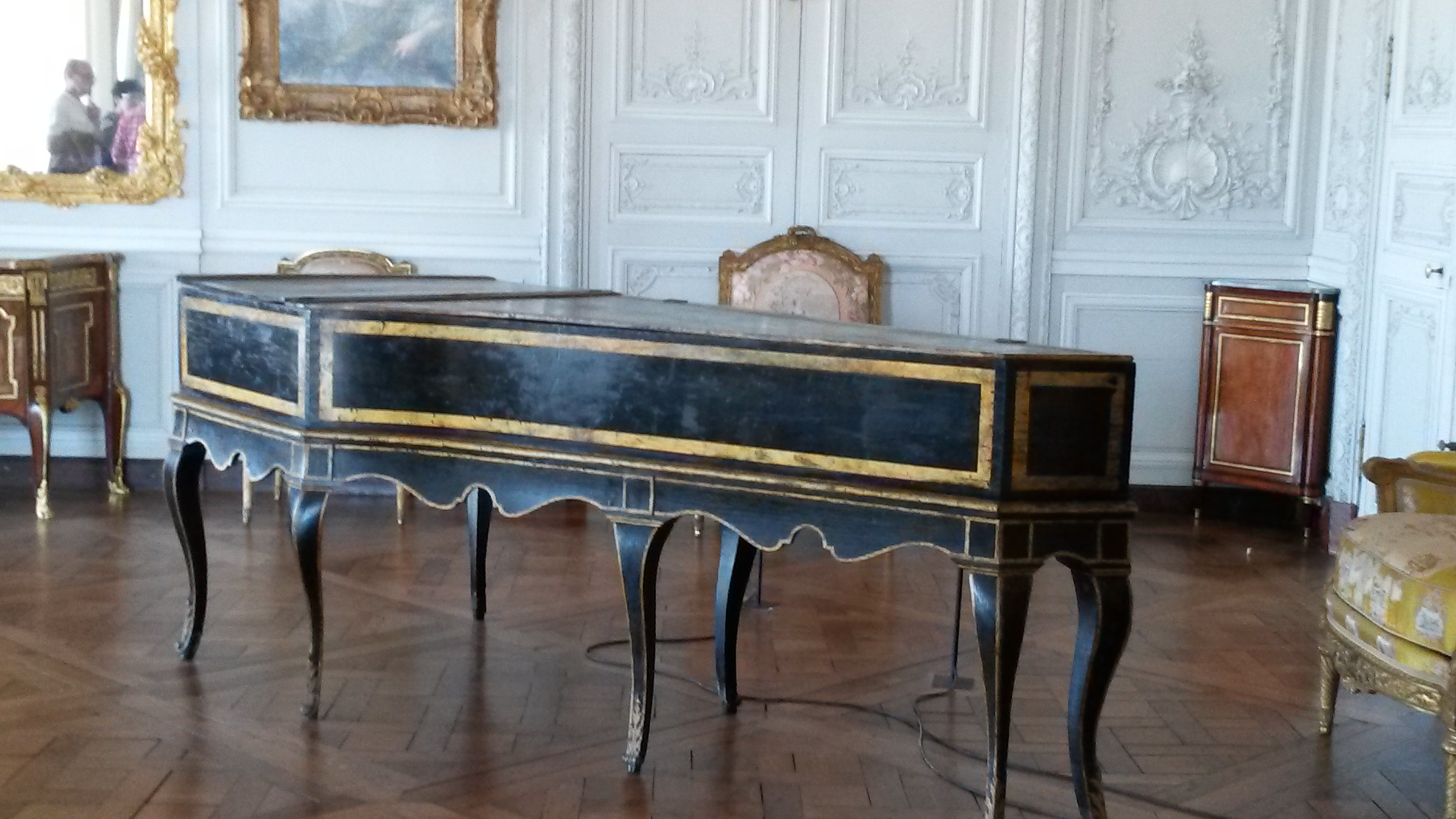
Blanchet-Cembalo in Versailles

Mitglieder der Familie Blanchet waren französische Cembalobauer des späten 17. Jahrhunderts bis zur Mitte des 19. Jahrhunderts. Danach widmeten sie sich der Herstellung von Klavieren.
Nicolas Blanchet (1660–1731) wurde in Reims geboren und lebte von 1686 bis zu seinem Tod in Paris. Er erlangte den Meistertitel als Instrumentenbauer im Jahr 1689. Es gab einen Instrumentenbauer gleichen Namens in Paris, der im frühen 17. Jahrhundert tätig war, jedoch ist nicht bekannt, ob hier eine verwandtschaftliche Beziehung bestand.
François-Étienne Blanchet (1695–1761) war der zweite Sohn von Nicolas Blanchet und folgte seinem Vater in das Handwerk des Cemalobaus. Er wurde gleichberechtigter Partner seines Vaters im Jahr 1722. Er lebte in Paris, genauso wie seine Nachkommen. Im Jahr 1727 heiratete er Elisabeth Gobin und sie hatten zwei Kinder. Eines ihrer Cembali gehörte François Couperin. Die Instrumente der Familie zeichneten sich durch eine hohe Qualität aus, entsprechend waren die Preise, wenn sie zum Verkauf standen. Durch Mitglieder der Familie sind viele hochwertige Cembali anderer Hersteller überarbeitet worden, vor allem solche aus flämischer Tradition und hauptsächlich Instrumente der Familie Ruckers. Dabei wurde eine komplett neue Mechanik mit einer kleineren Tastenteilung eingebaut und eine neue Besaitung aufgezogen, um die Anforderung der französischen Cembaloliteratur nach einem größeren Tonumfang zu erfüllen.
Elisabeth-Antoinette Blanchet (1729–1815) war die älteste Tochter von François-Étienne Blanchet. Sie heiratete im Jahr 1752 Armand-Louis Couperin.
François-Étienne Blanchet (1730–1766) trug nicht nur Vor- und Zunamen seines Vaters, sondern wurde wie er Cembalobauer. Pascal-Joseph Taskin war zunächst sein Lehrling und führte nach seinem Tod seine Arbeit fort. 
Die Familie Blanchet arbeitete seit den 1740er Jahren für den französischen Hof und wurde in den 1750er Jahren zum facteur des clavessins du Roi (Bauer der königlichen Cembali) ernannt. Sie bauten Cembali bis in die 1790er Jahre, zu dieser Zeit aber auch bereits Hammerklaviere. Eines der Instrumente besaß Claude Balbastre.
Armand-François-Nicolas Blanchet (1763–1818) war der Sohn von François-Étienne Blanchet (1730–1766) und wurde nach dem Tod seines Vaters von Pascal-Joseph Taskin ausgebildet. Er hinterließ ein Lehrbuch mit dem Titel Méthode abrégée pour accorder le clavecin et le piano (Paris, 1797–1800). 
Nicolas Blanchet, Sohn von Armand-François-Nicolas Blanchet, übernahm das Geschäft der Firma im Jahr 1818. Johannes Roller, ein deutscher Klavierhersteller, wurde ein Partner der Firma bis zu seinem Ruhestand im Jahr 1851. Ihr erstes Klavier bauten sie im Jahr 1827. P. A. C. Blanchet stieg in das Familiengeschäft im Jahr 1855 ein.